# ويليام كليفر وودز
ويليام كليفر وودز (بالإنجليزية: William Cleaver Woods)‏ هو طبيب أسترالي، ولد في 25 أبريل 1852، وتوفي في 9 أبريل 1943.